# Panorpa klugi
Panorpa klugi är en näbbsländeart som först beskrevs av Maclachlan 1867.  Panorpa klugi ingår i släktet Panorpa och familjen skorpionsländor. Inga underarter finns listade i Catalogue of Life.